# Dinsmore Alter
Pour les articles homonymes, voir Alter (homonymie).
Dinsmore Alter, né le 28 mars 1888 à Colfax et décédé le 20 septembre 1968, est un astronome et météorologue américain.

## Biographie
Après avoir étudié à l'université de Pittsburgh, il enseigne la physique et l'astronomie à l'université de l'Alabama en 1911, puis à l'université de Californie à Berkeley où il passe son doctorat.
Quand les États-Unis entre en guerre, il enseigne à l'université du Kansas. Il sert alors en tant que major dans l'armée américaine.
De 1925 à 1927, il est vice-président de l'American Meteorological Society. Il quitte l'université du Kansas en 1935 pour diriger l'observatoire Griffith, il mène alors ses recherches en association avec le Caltech.
Durant la Seconde Guerre mondiale, il sert en tant que colonel dans les transports.
Ses premières études portent sur l'observation du soleil, mais après la guerre, il se concentre sur l'astre lunaire, devenant un expert sur la géologie de la lune. En 1950, il devient président de l'Astronomical Society of the Pacific.
En 1956, il étudie le cratère Alphonsus à partir de l'Observatoire du Mont Wilson pour y observer des perturbations lunaires appelées phénomènes lunaires transitoires.
Il prend sa retraite en 1958, mais reste actif en écrivant un certain nombre d'ouvrages d'astronomie. Il est Directeur Émérite de l'observatoire Griffith.

## Récompenses et honneurs
- Membre de la Royal Astronomical Society
- Récompensé par la Fondation John-Simon-Guggenheim en 1930.
- Docteur honoris causa, Monmouth College en 1945
- Un cratère lunaire porte aujourd'hui son nom.